# Bananmannen
Bananmannen är en brittisk tecknad TV-serie skapad av Steve Bright som sändes på BBC mellan 1983 och 1986. Serien handlar om Eric som lever ett dubbelliv och förvandlas till superhjälte när han äter en banan.
I Sverige släpptes dels TV-serien på VHS 1986 där bland annat Peter Harryson och Staffan Hallerstam medverkar i dubbningen.
På 1990-talet sändes TV-serien på TV4 som en del av Lattjo Lajban med ny dubbning. Bland annat Peter Sjöquist och Niclas Wahlgren medverkar.

## Rollista
- Staffan Hallerstam - Eric/Bananmannen (1986)
- Peter Sjöquist - Eric/Bananmannen (1997)
- Peter Harryson - berättare, General Fördärv, Polis
- Dick Eriksson - kråkan
- Beatrice Järås - Nyhetsuppläsaren, barnvakten
- Per Sandborgh - kråkan, Dr. Gloom
- Gunnar Ernblad - berättare, Polischef O'Reilly
- Niclas Wahlgren
- Charlotte Ardai Jennefors
- Joakim Jennefors
- Dubbning: GSP film AB (1986)